# Ghiacciaio Norfolk
Il ghiacciaio Norfolk (in inglese Norfolk Glacier) è un ghiacciaio lungo circa 22 km situato nell'entroterra della costa di Hobbs, nella parte occidentale della Terra di Marie Byrd, in Antartide. Il ghiacciaio, il cui punto più alto si trova 1554 m s.l.m., fluisce in direzione ovest a partire dal versante occidentale della catena Wisconsin fino ad unire il proprio flusso a quello del ghiacciaio Reedy, fra il monte Bolton, a sud, e il monte Soyat, a nord, a pochi chilometri dalla riva della costa di Gould.

## Storia
Il ghiacciaio Norfolk è stato mappato dallo United States Geological Survey grazie a ricognizioni terrestri dello stesso USGS e a fotografie aeree scattate dalla marina militare statunitense nel periodo 1960-64; esso è stato poi così battezzato dal Comitato consultivo dei nomi antartici in onore della cittadina di Norfolk, in Virginia, sede del Distaccamento Tre, l'unità di supporto meteorologico della forza di supporto navale statunitense in Antartide.